# Karol Maleczyński
Karol Maleczyński (ur. 28 października 1897 w Grębowie, zm. 20 lipca 1968 we Wrocławiu) – polski historyk (mediewista), paleograf i tłumacz.

## Życiorys

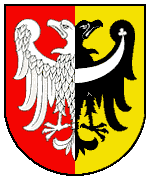
herb Wrocławia według projektu Maleczyńskiego

Urodził się w rodzinie Stefana (ur. 1864) i Józefy z Podlewskich (1866–1959). Miał siostrę Emilię po mężu Trębicką (1899–1981). Uczęszczał do gimnazjum w Stanisławowie i we Lwowie. Studiował historię na UJK u prof. Stanisława Zakrzewskiego, później podjął pracę naukową na tym uniwersytecie, pod kierunkiem S. Zakrzewskiego i O. Balzera. Studia uzupełniał w Paryżu. Przed II wojną światową był profesorem Uniwersytetu Jana Kazimierza we Lwowie i członkiem Polskiej Akademii Umiejętności oraz Towarzystwa Naukowego we Lwowie, a także archiwistą Archiwum Państwowego we Lwowie (w latach 1925–1939).
Na początku okupacji pracował jako ogrodnik i robotnik w zakładach zbożowych, od 1941 był bibliotekarzem w Ossolineum.
Po przymusowym wysiedleniu ze Lwowa i od przybycia 21 maja 1945 do Wrocławia był organizatorem i później dyrektorem Instytutu Historycznego Uniwersytetu Wrocławskiego. W zakresie zainteresowań prof. Maleczyńskiego były m.in. – obok średniowiecza i początków polskiej państwowości – dzieje Śląska; był m.in. autorem herbu Wrocławia, przyjętego jako obowiązujący od 1948, aż do zmiany w 1990: połowy czarnego orła śląskiego na złotym polu i połowy białego orła polskiego na polu czerwonym.
W 1939 miała się ukazać monografia Bolesław III Krzywousty jego pióra, ale wybuch wojny to uniemożliwił; ukazała się ona (pod redakcją W. Korty i A. Gieysztora) dopiero po śmierci autora, w 1975, na podstawie zachowanych fragmentów rękopisu dzieła oraz innych opracowań autora na ten sam temat (m.in. popularnonaukowego opracowania Bolesław Krzywousty. Zarys panowania wydanego w Krakowie w 1947). Przetłumaczył na język polski liczne źródła historyczne, m.in. Kronikę polską Galla Anonima. Ponadto był autorem publikacji: Dzieje Wrocławia cz. I (1948), Zarys dyplomatyki polskiej wieków średnich (1951).
Był mężem Ewy z d. Szweiger, również historyka i profesora UWr. Mieli córkę Kazimierę, bibliologa.
Zmarł we Wrocławiu. Pochowny 24 lipca 1968 na cmentarzu Osobowickim (pole 13-8 od pola 23A-176).

## Ordery i odznaczenia
- Złoty Krzyż Zasługi (14 października 1947)[4]
- Medal 10-lecia Polski Ludowej (7 maja 1955)[5]

## Upamiętnienie

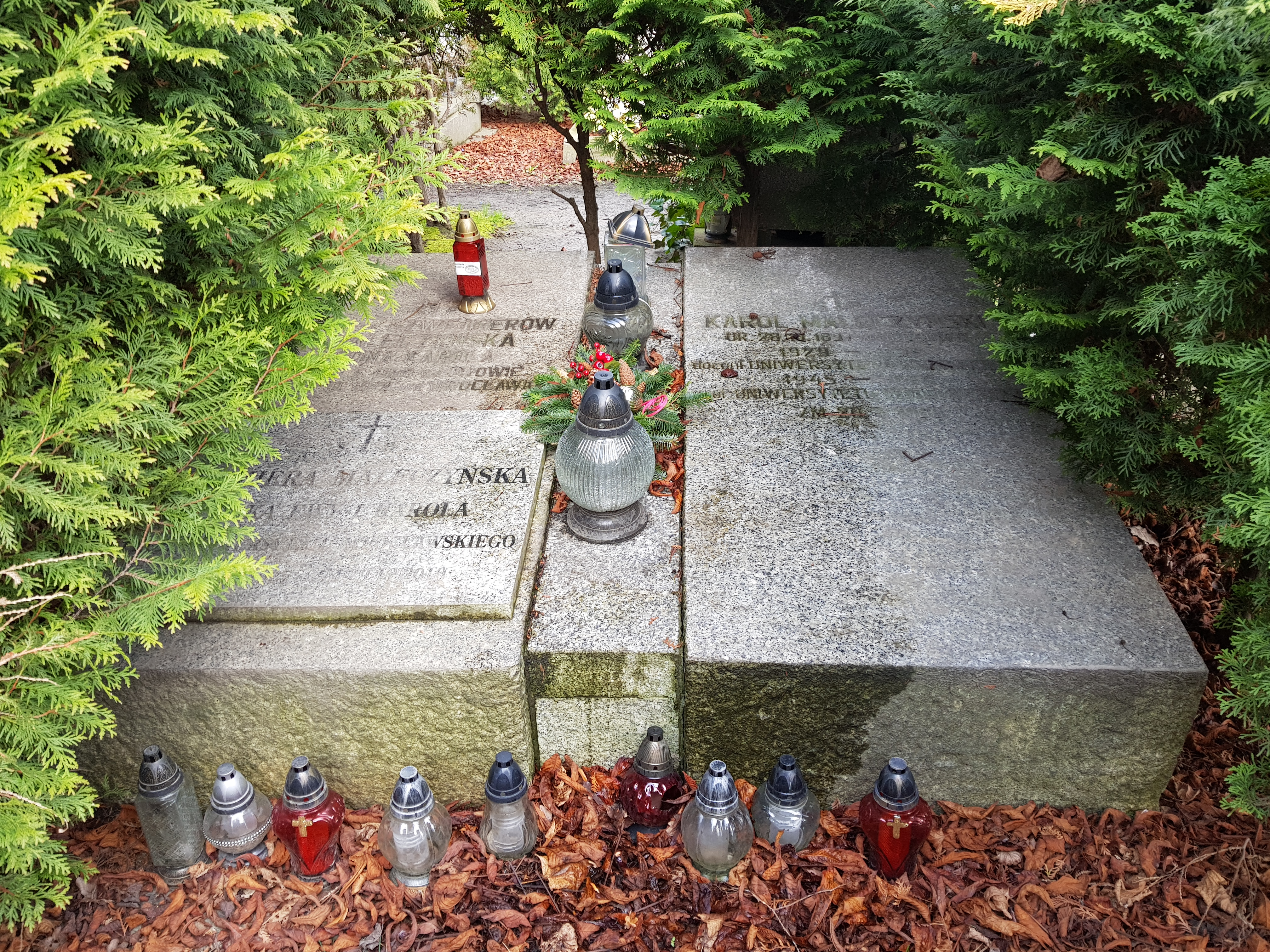
Grób rodziny Maleczyńskich na Cmentarzu Osobowickim we Wrocławiu

Na wrocławskim Oporowie znajduje się ulica Ewy i Karola Maleczyńskich, obok ulic poświęconych innym wrocławskim naukowcom, z których część mieszkała na tym osiedlu.